# Тоба (1911)
«Тоба» (яп. 鳥羽)  був річковим канонерським човном Імператорського флоту Японії, одним з кораблів 11-го Сентаю канонерських човнів, який діяв на річці Янцзи в Китаї протягом 1930-х років, а також під час Другої китайсько-японської війни та Другої світової війни.

## Контекст
'«Тоба» призначався для доповнення побудованих у Британії річкових канонерських човнів «Суміда» та «Фушімі» для операцій на внутрішніх водних шляхах Китаю відповідно до бюджету 1910 фінансового року.. «Тоба» був закладений у військово-морському арсеналі Сасебо 7 липня 1911 р., Спущений 7 листопада 1911 року, вступив на службу 17 листопада 1911 року 

## Конструкція
В основному конструкція «Тоба» нагадувала попередників, побудованими англійцями, але з дещо більшими габаритами та значно потужнішими двигунами. "Тоба" мав корпус загальною довжиною 180 футів (54,86 метрів) і шириною 27 футів (8,23 метра), нормальною водотоннажністю 250 тонн і осадкою79 сантиметрів. Корабель приводили в рух два поворотні двигуни з двома котлами Kampon, виробляючи потужність 1400 кінських сил і мав максимальну швидкість 15 вузлів.

## Історія служби
Синьхайська революція в Китаї сталася в 1911 році, і «Тоба» був відправлений до материкового Китаю негайно після завершення та зарахований до Флоту території Китаю Імператорського флоту Японії. Оскільки «Тоба» був нездатний до плавання у відкритому океані, його перевезли у плавучому сухому доці до Шанхаю. Корабель призначався для патрулювання річки Янцзи від Шанхая до Трьох ущелин, для захисту торгівлі та для демонстрації сили задля захисту громадян Японії та економічних інтересів.
Під час Першої світової війни, через офіційний нейтралітет Китайської Республіки, зброя «Тоба» була поміщена під замок в 1914 році і не була звільнена, поки Китай офіційно не приєднався до союзників.
«Тоба» був перепризначений до Японського першого флоту в 1919 році і до Японського третього флоту в 1933 році. З квітня по червень 1937 р. корабель повернули до військово-морського арсеналу Куре для модернізації та модернізації озброєння. У її ході ширина корабля збільшилась з 8,99 до 9,78 метрів. Канонерський човен був переозброєний однією 120 міліметровою морською гарматою,  спареною 76   мм / 40 каліберною гарматою, спареним 7,7   мм кулеметом, а також спареною 76   мм / 40 каліберною  зенітною установкою і спареним 13,2 міліметровим зенітним кулеметом та одним бомбометом для  глибинних бомб.
З початком Другої китайсько-японської війни в липні 1937 року «Тоба» був відкликаний до Шанхаю зі своєї бази в Їчані, провінція Хубей, щоб допомогти в евакуації 20 000 30 000 японських цивільних жителів Шанхаю під час битви за Шанхай.
Під час битви при Маданг на 26 червня 1938 року «Тоба» допомагав мінним загороджувачам Nasami, Natsushima та Tsubame в бомбардуванні китайських позицій і в протимінних операціях.
З початком Другої світової війни 8 грудня 1941 року «Тоба» взяв участь затопленні  канонерки Королівського флоту HMS Peterel  та захоплення канонерки  військово-морського флотуСША  USS  Wake. Корабель продовжував здійснювати патрулювання на нижній течії річки Янцзи з 1942 по 1945 роки, здійснюючи обслуговування та капітальний ремонт із все частішими інтервалами на верфі Кіанньян у Шанхаї.
Закинута японськими військами в Шанхаї після капітуляції Японії у вересні 1945 року, канонерка була захоплена Китайською Республікою та включена до складу ВМС Китаю як канонерський човен Yong Ji (永济). Після успішного бою проти комуністів у місті Хаоксу  в окрузі Цзянлінг, 17 квітня 1948 року корабель було перейменовано на честь міста. Потім канонерка була захоплена силами Китайської Народною Республіки під час громадянської війни в Китаї і 29 листопада 1949 року була включена до складу до ВМС Народної армії, як канонерський човен Сян Цзян (湘江). Його продовжували використовувати до утилізації в 1960-х.